# Fletxa ardenesa
La Fletxa ardenesa (Flèche ardennaise) és una cursa ciclista belga que es disputa a la província de (Lieja). La primera edició es disputà el 1966 i fins al 1968 s'anomenà Wavre-Lieja. De 2005 al 2006, i a partir del 2010 forma part de l'UCI Europa Tour.

## Palmarès
| Any     | Vencedor                            | Segon                               | Tercer                              |
| ------- | ----------------------------------- | ----------------------------------- | ----------------------------------- |
| 1966    | Willy Van Neste                     | Emile Coppens                       | Jos Van Hout                        |
| 1967    | Valere Van Sweevelt                 | Ward Weckx                          | Frans Mintjens                      |
| 1968    | Roger De Vlaeminck                  | Ronny Van De Vijver                 | Emiel Cambre                        |
| 1969    | Joseph Bruyère                      | Etienne Antheunis                   | Emiel Cambre                        |
| 1970    | Théo Dockx                          | Eddy Verstraeten                    | Marcel Sannen                       |
| 1971    | Luc Van Goidsenhoven                | Louis Verreydt                      | Théo Dockx                          |
| 1972    | Gustaaf Hermans                     | Louis Verreydt                      | Théo Dockx                          |
| 1973    | Lieven Malfait                      | Ludo Noels                          | Théo Dockx                          |
| 1974    | Joseph Gysemans                     | Benny Schepmans                     | Henri Vandenbrande                  |
| 1975    | Jean-Luc Vandenbroucke              | Willy Van Den Ouweland              | Léopold Verboven                    |
| 1976    | Wim Mynheer                         | René Martens                        | Frank Hoste                         |
| 1977    | René Martens                        | Guido Van Calster                   | Ortaire Goossens                    |
| 1978    | Ronny Claes                         | Fons De Wolf                        | Maurice Van Heer                    |
| 1979    | Daniel Plummer                      | Ronny Claes                         | Guy Nulens                          |
| 1980    | Jan Nevens                          | Patrick Vermeulen                   | Luc De Decker                       |
| 1981    | Dany Schoonbaert                    | Marc Van den Brande                 | Patrick Hermans                     |
| 1982    | Eric Vanderaerden                   | Noël Segers                         | Willem Van Eynde                    |
| 1983    | Franky Van Oyen                     | Eric Van Lancker                    | Jules Dubois                        |
| 1984    | Dirk Ghyselinck                     | Willy Boden                         | Luc Van Roy                         |
| 1985    | Luc Ronsse                          | Benny Heylen                        | Paul Beirnaert                      |
| 1986    | Greg Moens                          | Patrick Roelandt                    | Edwig Van Hooydonck                 |
| 1987    | Benny Heylen                        | Marc Mertens                        | Nico Roose                          |
| 1988    | Johan Pauwels                       | Chris Desaeger                      | Jim Van De Laer                     |
| 1989    | Eddy Bouwmans                       | Martien Kokkelkoren                 | Daniel Van Steenbergen              |
| 1990    | Bart Leysen                         | Tom Desmet                          | Marc Wauters                        |
| 1991    | Stéphane Galbois                    | Dany Alaerts                        | Anton Tak                           |
| 1992    | Nico Desmet                         | Erwin Thijs                         | Jean-Pierre Dubois                  |
| 1993    | Casper van der Meer                 | Kurt Van Lancker                    | Steven Van Aken                     |
| 1994    | Steven Van Aken                     | Danny In 't Ven                     | Hendrik Van Dyck                    |
| 1995    | Tony Bracke                         | Laurent Lefèvre                     | Mario Aerts                         |
| 1996    | Benoît Salmon                       | Marc Streel                         | Patrice Halgand                     |
| 1997    | Christian Henn                      | Ludo Dierckxsens                    | Frank Corvers                       |
| 1998    | Erwin Thijs                         | Carlo Bomans                        | Tom Stremersch                      |
| 1999    | Pierrick Fédrigo                    | Wesley Theunis                      | Kevin Hulsmans                      |
| 2000    | Thomas Voeckler                     | Johan Dekkers                       | Anthony Charteau                    |
| 2001    | Ruslan Gryschenko                   | Andrei Kàixetxkin                   | David Plas                          |
| 2002    | Ruslan Gryschenko                   | Geoffroy Lequatre                   | Serguei Lagutin                     |
| 2003    | Jukka Vastaranta                    | Maxim Iglinskiy                     | Mathieu Heijboer                    |
| 2004    | Jeremy Yates                        | Sven Nevens                         | Jean-Paul Simon                     |
| 2005    | Francis De Greef                    | James Lewis Perry                   | Gianni Meersman                     |
| 2006    | Gil Suray                           | Geert Steurs                        | Pieter Jacobs                       |
| 2007    | Sébastien Delfosse                  | Jean-Marc Bideau                    | Florian Guillou                     |
| 2008    | Jan Bakelants                       | Aurélien Duval                      | Guillaume Bonnafond                 |
| 2009    | Sander Armée                        | Laurens De Vreese                   | Fabio Polazzi                       |
| 2010    | Thomas Degand                       | Nikita Umerbekov                    | Laurens De Vreese                   |
| 2011    | Zico Waeytens                       | Michaël Savo                        | Kenneth Vanbilsen                   |
| 2012    | Clément Lhotellerie                 | Jimmy Janssens                      | Sander Helven                       |
| 2013    | Silvan Dillier                      | Tom Dernies                         | Dimitri Claeys                      |
| 2014    | Stefan Küng                         | Loïc Vliegen                        | Boris Dron                          |
| 2015    | Loïc Vliegen                        | Gaëtan Bille                        | Sam Oomen                           |
| 2016    | Jeroen Meijers                      | Brecht Dhaene                       | James Shaw                          |
| 2017    | Harm Vanhoucke                      | Stephen Williams                    | Lennert Teugels                     |
| 2018    | Cees Bol                            | Jimmy Janssens                      | Sjoerd Bax                          |
| 2019    | Simon Pellaud                       | Romain Bacon                        | Martin Schäppi                      |
| 2021-21 | Suspesa per la pandèmia de Covid-19 | Suspesa per la pandèmia de Covid-19 | Suspesa per la pandèmia de Covid-19 |
| 2022    | Romain Grégoire                     | Lennert Van Eetvelt                 | Thomas Gloag                        |
| 2023    | Menno Huising                       | Francesco Busatto                   | William Junior Lecerf               |
| 2024    | Milan Donie                         | Jarno Widar                         | Pau Martí                           |
| 2025    | Jarno Widar                         | Lorenzo Finn                        | Mats Wenzel                         |